# Chanon Santinatornkul
Chanon Santinatornkul (thaï: ชานน สันตินธรกุล), surnommé Non ou Nonkul, né le 6 juin 1996, est un acteur thaïlandais.

## Filmographie
- 2014 : Love's Coming / ใช่รักหรือเปล่า
- 2015 : Love Love You / อยากบอกให้รู้ว่ารัก
- 2017 : Bad Genius / ฉลาดเกมส์โกง[3] / Chalard Games Geong[4] (avec Chutimon Chuengcharoensukying[5] et Thanet Warakulnukroh, acteur principal du film Pop Aye)